# Medal of Honor Original Soundtrack Recording
Medal of Honor Original Soundtrack Recording es la banda sonora de Medal of Honor, un videojuego de 1999 ambientado en la Segunda Guerra Mundial. La música fue compuesta por Michael Giacchino y dirigida por Tim Simonec.

## Lista de pistas
1. Medal of Honor - 4:10
2. Locating enemy Positions - 4:10
3. Taking out the Railgun - 3:51
4. Attack on Fort Schmerzen - 3:58
5. The Radar Train - 3:34
6. Rescuing the G3 Officer - 4:09
7. Panzer Attack - 4:16
8. Rjuken Sabotage - 4:07
9. The U-Boat - 4:42
10. Merker's Salt Mine - 4:08
11. Colditz Castle V2 - 3:22
12. Securing the Codebook - 3:36
13. Nordhausen - 3:17
14. Stopping the V2 Launch - 4:13
15. The Jet Aircraft Facility - 3:28
16. The Road to Berlin - 3:06
17. Medal of Honor (Alternate Recording) - 2:55
18. The Road to Berlin (Radio Berlin) - 4:13
19. V2 Rocket Launch - 1:19
20. The Star Spangled Banner - 2:06

Lista de reproducción de los temas más su ambientación: https://www.youtube.com/playlist?list=PL97006F896F6A5D2D
- Datos: Q6805057